# Julie Steggall
Julie Steggall (* 26. Oktober 1971 in Ottawa, Ontario) ist eine ehemalige kanadische Freestyle-Skierin. Sie startete in der Buckelpisten-Disziplin Moguls.

## Werdegang
Steggall startete im Dezember 1991 in Piancavallo erstmals im Weltcup, wobei sie den 27. Platz im Moguls errang und nahm bis 1995 an 23 Weltcups teil. Dabei erreichte sie in der Saison 1992/93 in Meiringen-Hasliberg mit dem achten Platz ihre einzige Top-Zehn-Platzierung in dieser Wettbewerbsserie und zum Saisonende mit dem 18. Platz im Moguls-Weltcup ihr bestes Gesamtergebnis. Bei ihrer einzigen Teilnahme an Olympischen Winterspielen im Februar 1994 in Lillehammer belegte sie den 23. Platz im Moguls.

## Erfolge

### Olympische Spiele
- 1994 Lillehammer: 23. Platz Moguls

### Weltcup-Gesamtplatzierungen
Steggall nahm an 23 Weltcups teil und erreichte eine Top-Zehn-Platzierung.
| Saison  | Gesamt | Gesamt | Moguls | Moguls |
| Saison  | Punkte | Platz  | Punkte | Platz  |
| ------- | ------ | ------ | ------ | ------ |
| 1992/93 | 37     | 51.    | 336    | 18.    |
| 1993/94 | 6      | 85.    | 52     | 38.    |
| 1994/95 | 10     | 80.    | 68     | 34.    |